# Wadi Al Shatii
El districte de Wadi Al Shatii (àrab: شعبية وادي الشاطئ, xaʿbiyya wādī ax-Xāṭiʾ) és un dels vint-i-dos districtes de Líbia. La seva capital és la ciutat de Birak. Posseeix fronteres internacionals amb Algèria, més precisament amb la província d'Illizi. El 2006 tenia 78.532 habitants.